# Jean-Baptiste Point
Pour les articles homonymes, voir Point.
Jean-Baptiste Point est un homme politique français né le 4 novembre 1809 à Fontanès (Loire) et décédé le 7 juillet 1854 à Saint-Étienne (Loire).
Avoué à Saint-Étienne, il est juge suppléant en 1838 et devient avocat en 1841. Il est juge au tribunal en 1847. Il est député de la Loire de 1848 à 1849, siégeant comme indépendant.

## Sources
- « Jean-Baptiste Point », dans Adolphe Robert et Gaston Cougny, Dictionnaire des parlementaires français, Edgar Bourloton, 1889-1891 [détail de l’édition]